# Jill of the Jungle
Jill of the Jungle est un jeu vidéo de plate-forme qu'Epic Games a développé au commencement de son développement.

## Système de jeu
Il y a trois épisodes: la jungle, le sous-sol puis le pays d'un magicien. Ce dernier garde le charmant prisonnier, aidé par des lézards.
Jill peut accumuler des clefs, obtenir des couteaux et des scies rondes pour les projeter autour d'elle, tuer et détruire des obstacles. Souvent, les tableaux nécessitent réflexion; parfois simplement il faut les traverser sans mourir. Jill bénéficie d'un nombre de vies illimité.